# Duvalia galgallensis
Duvalia galgallensis är en oleanderväxtart som beskrevs av Lavnanos. Duvalia galgallensis ingår i släktet Duvalia och familjen oleanderväxter. Inga underarter finns listade i Catalogue of Life.